# Les Grandes Familles (film)
Pour les articles homonymes, voir Les Grandes Familles.
Pour plus de détails, voir Fiche technique et Distribution.
 Les Grandes Familles  est un film français en noir et blanc, réalisé par Denys de La Patellière, sorti en 1958.

## Synopsis
Patriarche d’une famille de la très grande bourgeoisie, Noël Schoudler (Jean Gabin) dirige en autocrate un empire économique considérable dont les activités s’étendent de la banque à la finance en passant par le monde de la presse et l'industrie sucrière. Son fils unique François (Jean Dessailly) juge les méthodes paternelles archaïques et, à l’occasion de l'absence de Noël pour une réunion du FMI à New York, modifie la présentation éditoriale du quotidien. À son retour, Noël juge sévèrement ce changement et décide de donner une leçon à son fils. Il lui confie la direction de l'entreprise sucrière, berceau de la richesse familiale. Pour rénover l’usine, François se lance aussitôt dans des investissements qu’il compte financer par une augmentation de capital… que Noël lui refuse. François sollicite alors son cousin Lucien Maublanc (Pierre Brasseur), très riche fêtard, méprisé par les Schoudler, et qui rêve depuis toujours de se venger d'eux. Lucien saisit l’occasion de l’augmentation de capital pour spéculer contre l’entreprise sucrière, sans se douter, qu’en coulisse, c’est Noël qui le manœuvre afin de donner une leçon à François, sauf que la leçon est trop rude et que François se suicide. La dernière image du film montre Noël pactisant avec la famille proche de Lucien pour le ruiner sans retour.

Principaux rôles
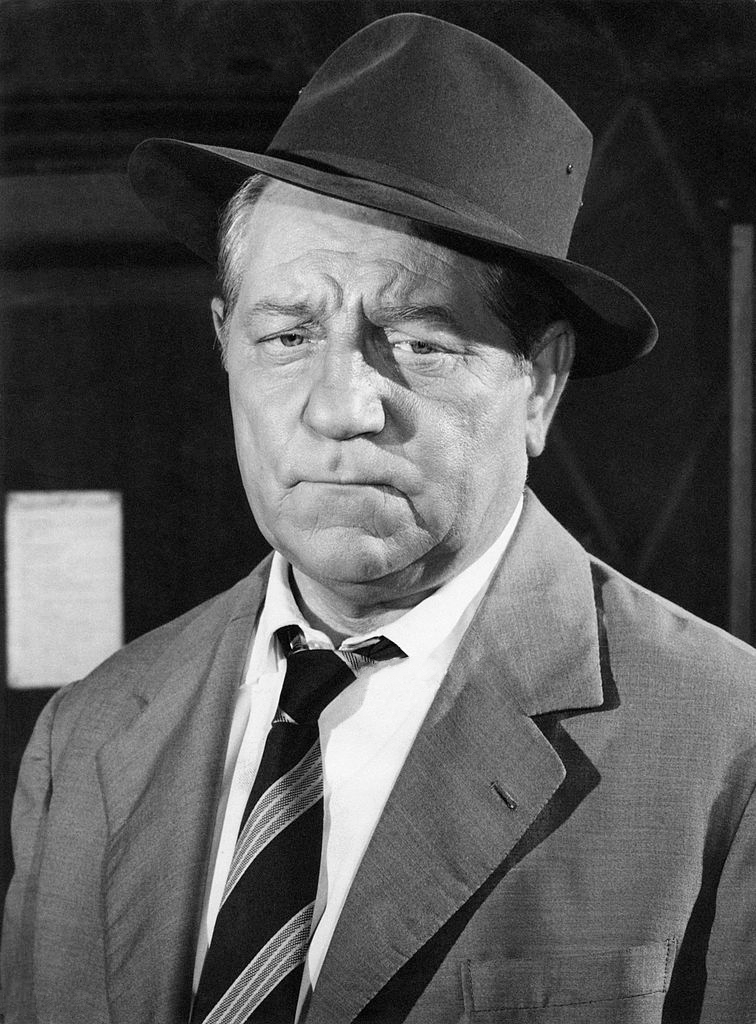
Jean Gabin (Noël Schoudler)
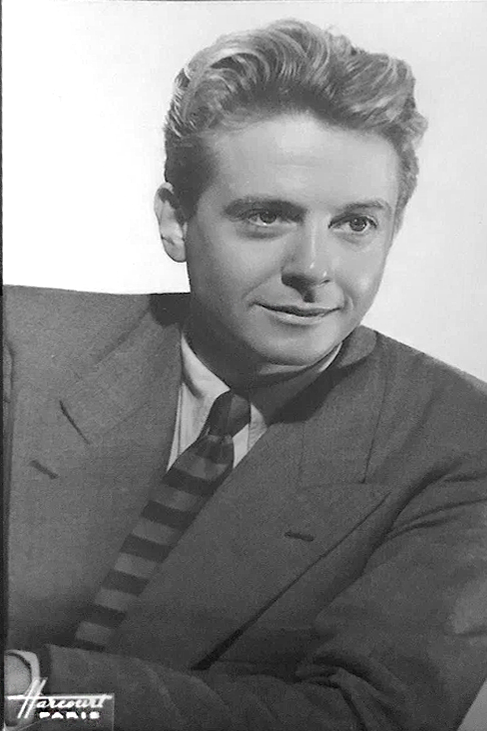
Jean Desailly (François Schoudler)
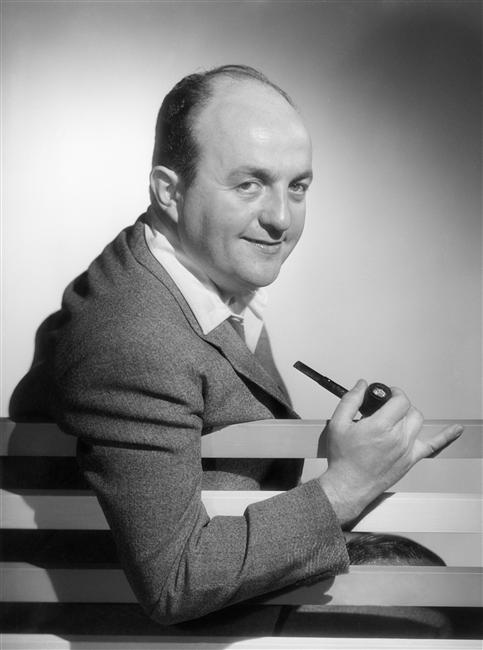
Bernard Blier (Simon Lachaume)
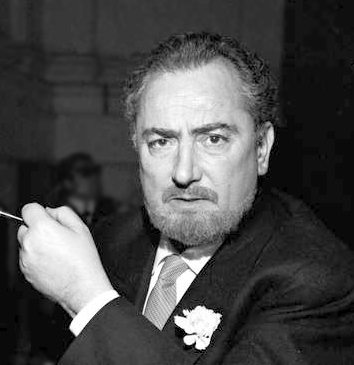
Pierre Brasseur (Lucien Maublanc)
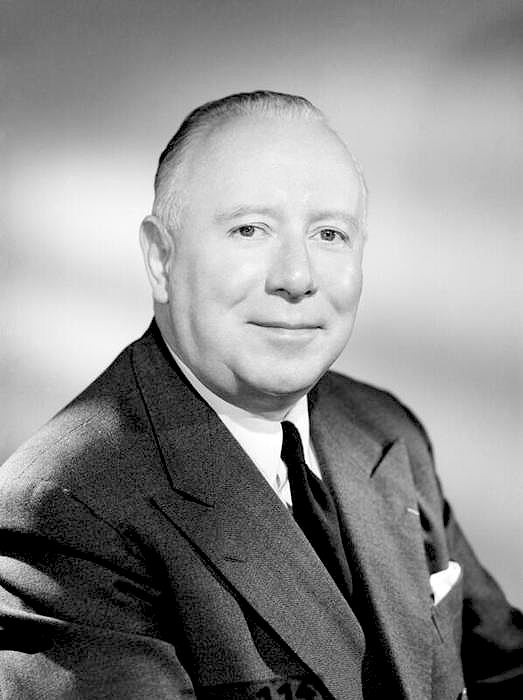
Louis Seigner (Raoul Leroy)
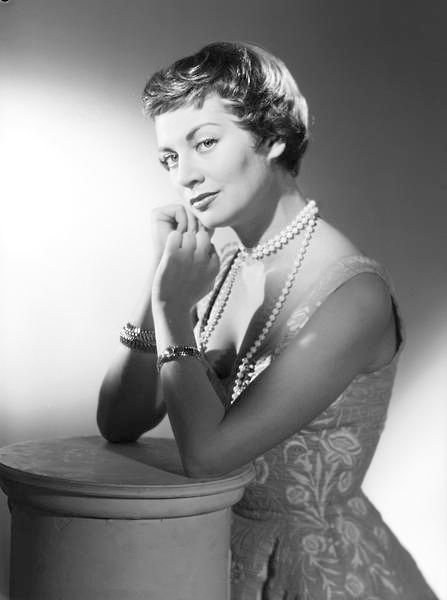
Françoise Christophe (Jacqueline Schoudler)
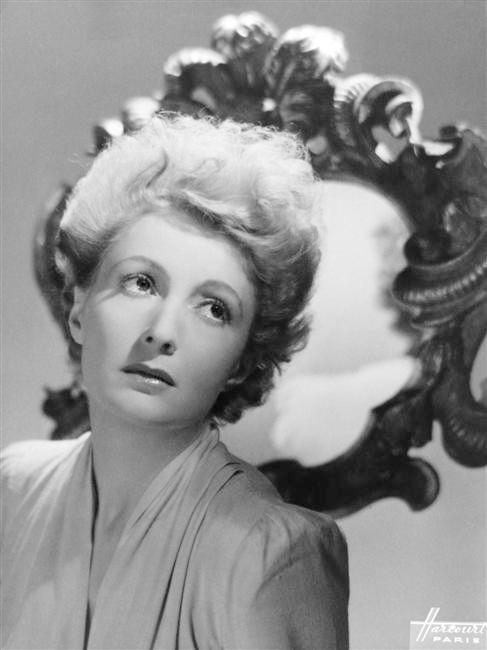
Annie Ducaux (Adèle Schoudler)
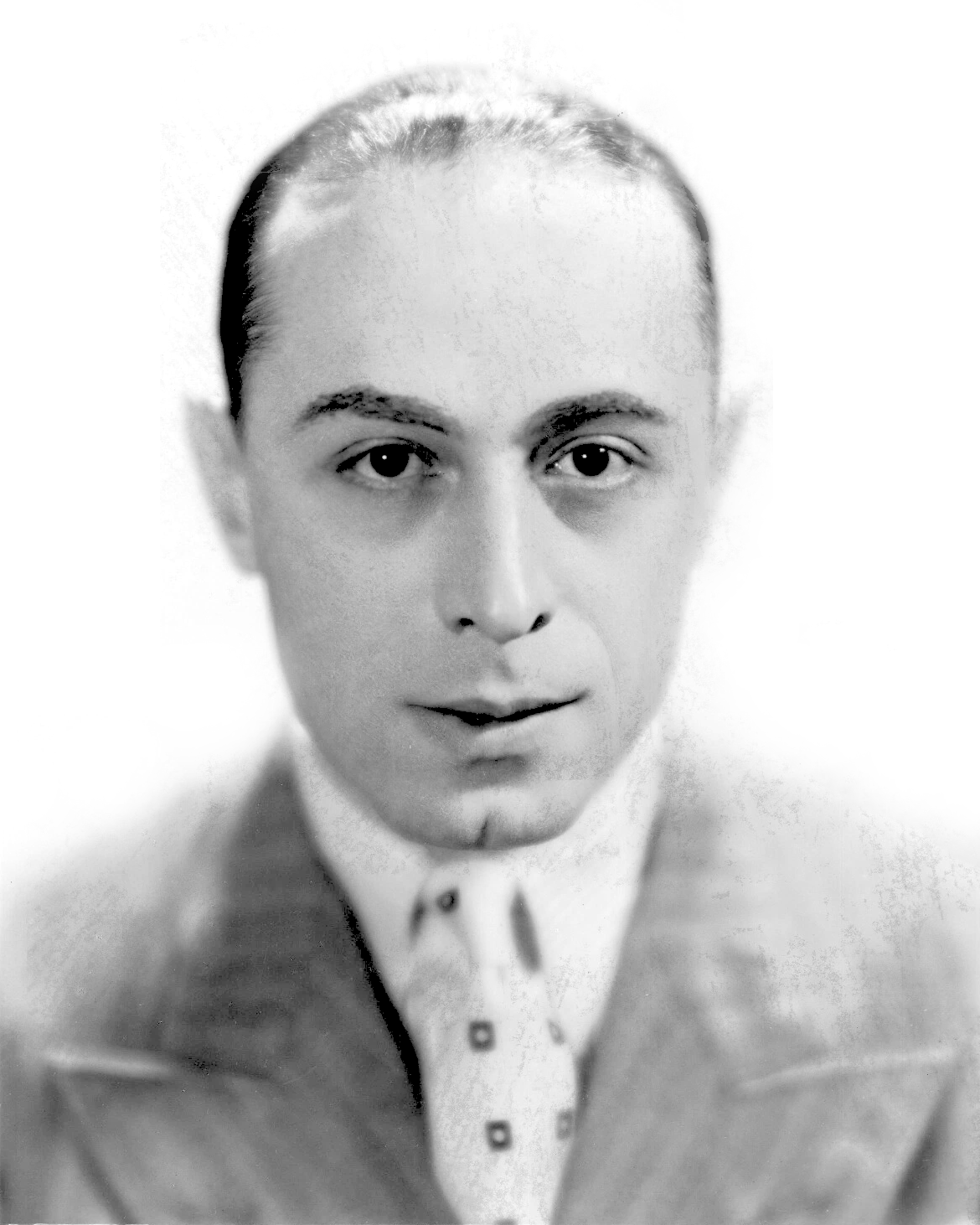
Jean Wall (Pierre Leroy)
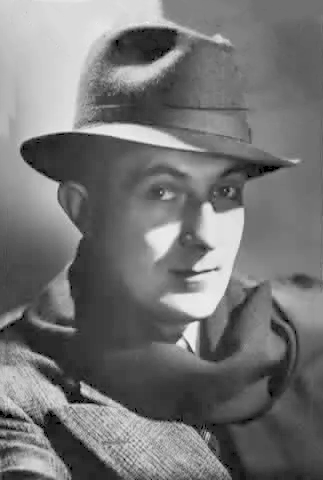
Daniel Lecourtois (Albéric Canet)
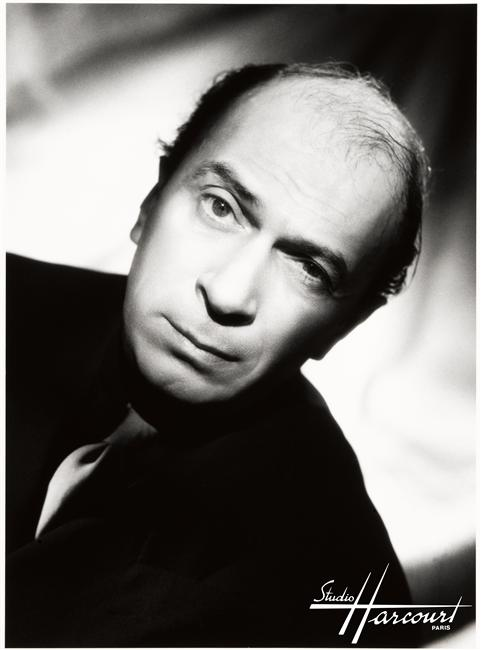
Aimé Clariond (marquis de La Monnerie)
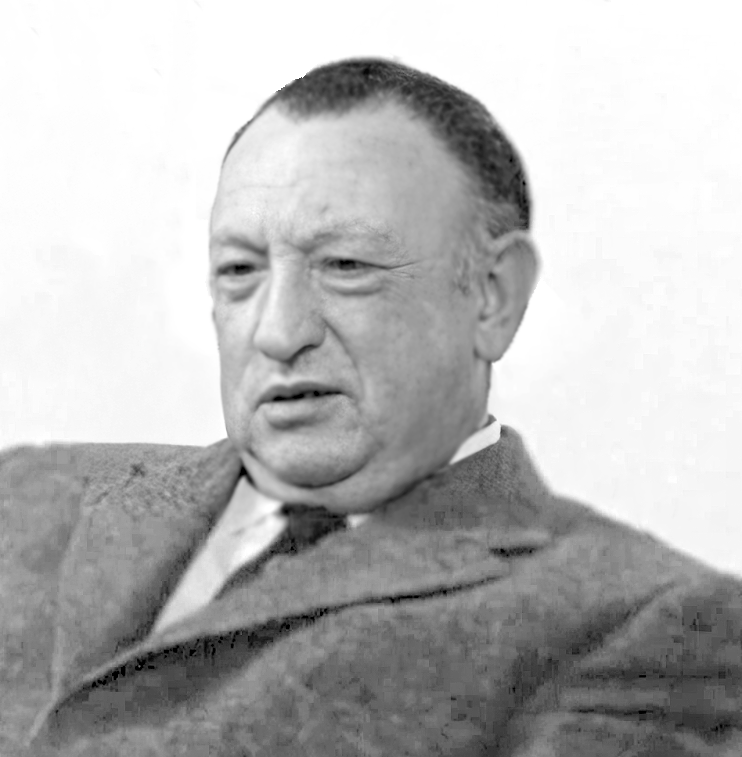
Jacques Monod (Anatole Rousseau)
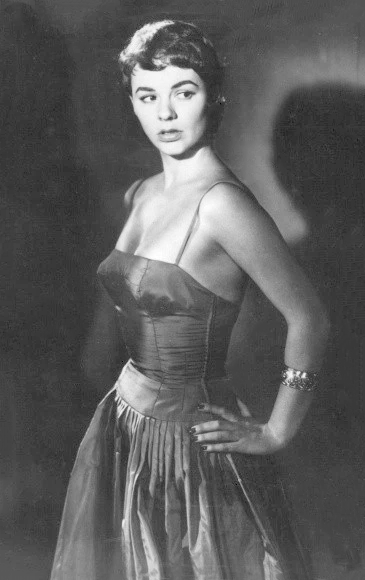
Françoise Delbart (Isabelle de Meignerais)
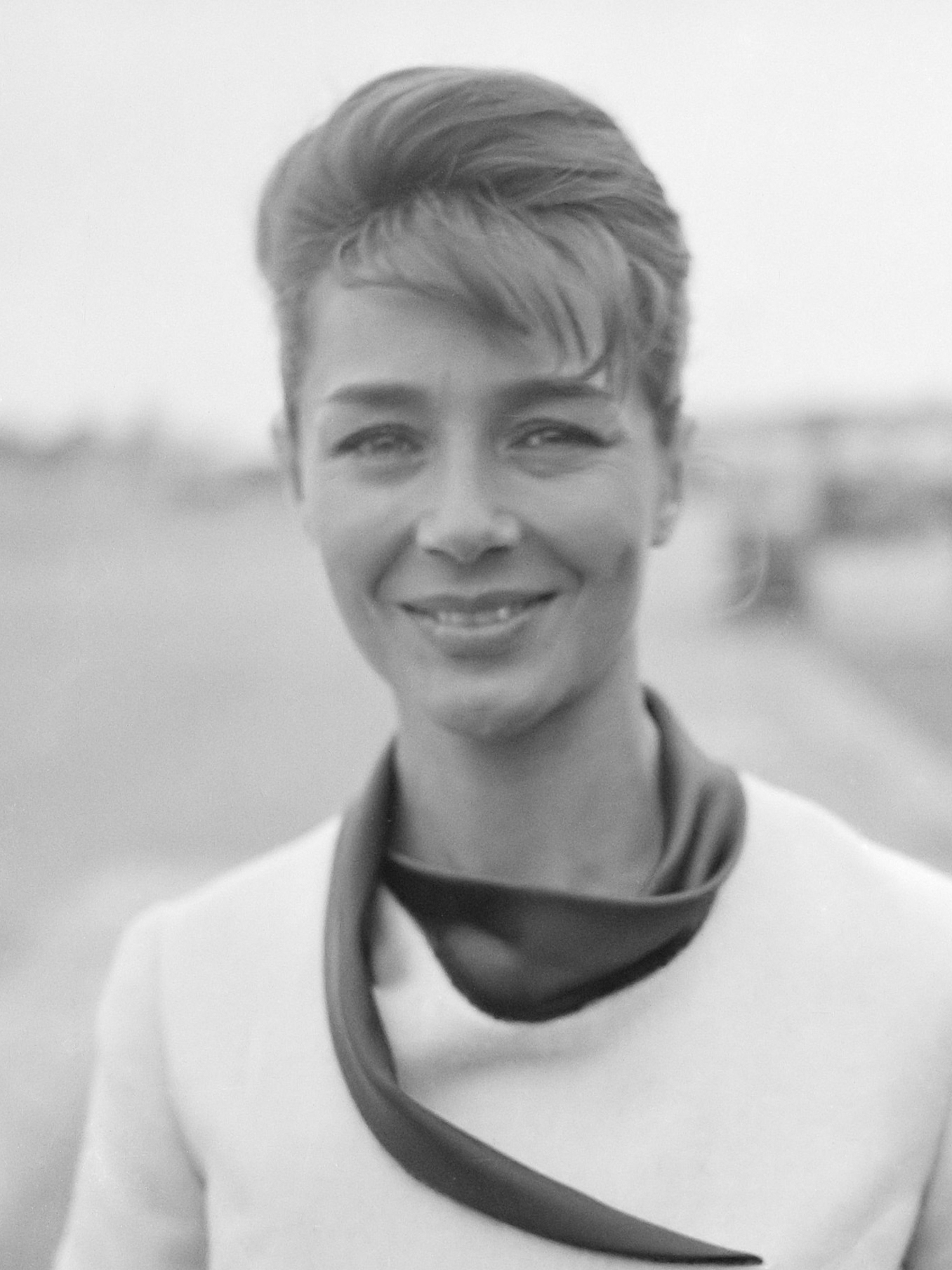
Emmanuelle Riva (la secrétaire)
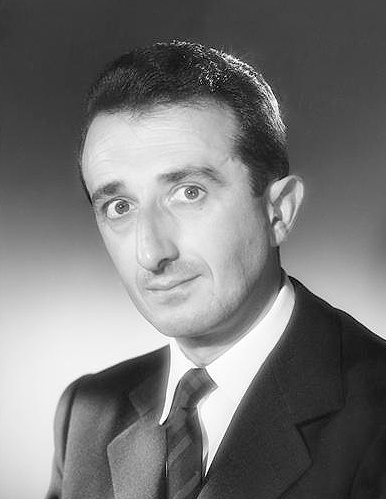
Pascal Mazzotti (le chauffeur)

## Fiche technique
- Titre :  Les Grandes Familles
- Réalisation : Denys de La Patellière, assisté de Pierre Granier-Deferre,
- Scénario et adaptation : Denys de la Patellière, Michel Audiard d'après le roman homonyme de Maurice Druon (Éditions Julliard)
- Dialogues : Michel Audiard
- Décors : René Renoux, assisté de Pierre Tyberghein
- Photographie : Louis Page
- Opérateur : Henri Tiquet
- Montage : Jacqueline Thiedot, assistée de Marie-Claude Barisset
- Musique : Maurice Thiriet
- Direction musicale : Pierre-Michel Leconte
- Son : Jean Rieul
- Régisseur extérieur : Roger Joint, assisté de Louis Seuret
- Régisseur général : Eric Geiger, Philippe Modave
- Photographe de plateau : Marcel Dole
- Maquillage : Marcel Bordenave
- Script-girl : Colette Crochot
- Tirage : Laboratoire Eclair - Enregistrement Optiphone
- Tournage dans les studios Eclair, extérieurs à l'aéroport de Paris, du 19 mai au 8 juillet 1958
- Directeur de production : Claude Hauser
- Chef de production : Jean-Paul Guibert
- Société de production :  Filmsonor, Intermondia Films
- Société de distribution :  Cinédis
- Pays de production :  France
- Format : Noir et blanc — 35 mm — 1,65:1 — Son : Mono
- Genre : Film dramatique
- Durée : 92 minutes
- Dates de sortie : 
  - France : 19 novembre 1958
- Visa d'exploitation : 20712
- Affiche : René Ferracci (France)

## Distribution
- Jean Gabin : Noël Schoudler, financier
- Jean Desailly : François Schoudler, le fils
- Pierre Brasseur : Lucien Maublanc, le cousin oisif
- Bernard Blier : Simon Lachaume, bras droit de Noël
- Françoise Christophe : Jacqueline Schoudler, femme de François
- Annie Ducaux : Adèle Schoudler, femme de Noël
- Louis Seigner : Raoul Leroy (Jean Leroy dans le roman)
- Jean Wall : Pierre Leroy (Adrien Leroy dans le roman)
- Julien Bertheau : le père de Lesguendieu
- Daniel Lecourtois : Albéric Canet
- Jean Ozenne : le professeur Émile Lartois
- Jean Murat : le général Robert de La Monnerie
- Nadine Tallier : Sylvaine Dual, l'amie de Maublanc
- Aimé Clariond : Gérard, marquis de La Monnerie et ambassadeur de France
- Jacques Monod : Anatole Rousseau, ministre des finances
- Françoise Delbart: Isabelle de Meignerais
- Patrick Millow : Jean-Noël Schoudler, le petit-fils
- Emmanuelle Riva : la secrétaire de Noël (non créditée)
- Jean Lanier : Voisart, l'agent de change de Lucien
- Pierre Leproux : l'impresario de Sylvaine
- Pascal Mazzotti : le chauffeur des Schoudler
- Michelle Nadal : la sténo du journal
- Dominique Rozan : un courtier à la bourse
- Geymond Vital : un domestique des Schoudler
- Marcel Bernier : un homme à la bourse
- Marc Arian : un autre domestique des Schoudler
- Roger Lecuyer : une personne à la bourse

## Autour du film
- Le film a été tourné à Paris, dans l'Aisne et dans l'Oise.
- Il s'agit d'une adaptation transposée dans les années 1950 du roman éponyme de Maurice Druon, Les Grandes Familles, prix Goncourt en 1948. C'est le premier tome d'une suite romanesque historique qui sera suivi par La Chute des Corps en 1950 puis Rendez-vous aux Enfers en 1951.
- L'intrigue du livre se déroule de 1916 à 1927 environ, tandis que celle du film se situe au lendemain de la Seconde Guerre mondiale. Il repose sur la rivalité qui oppose les deux cousins, interprétés par Jean Gabin et Pierre Brasseur, entourés de solides seconds rôles. Ce fut un succès populaire en 1958, et il est régulièrement programmé à la télévision française.